# برج دندرة

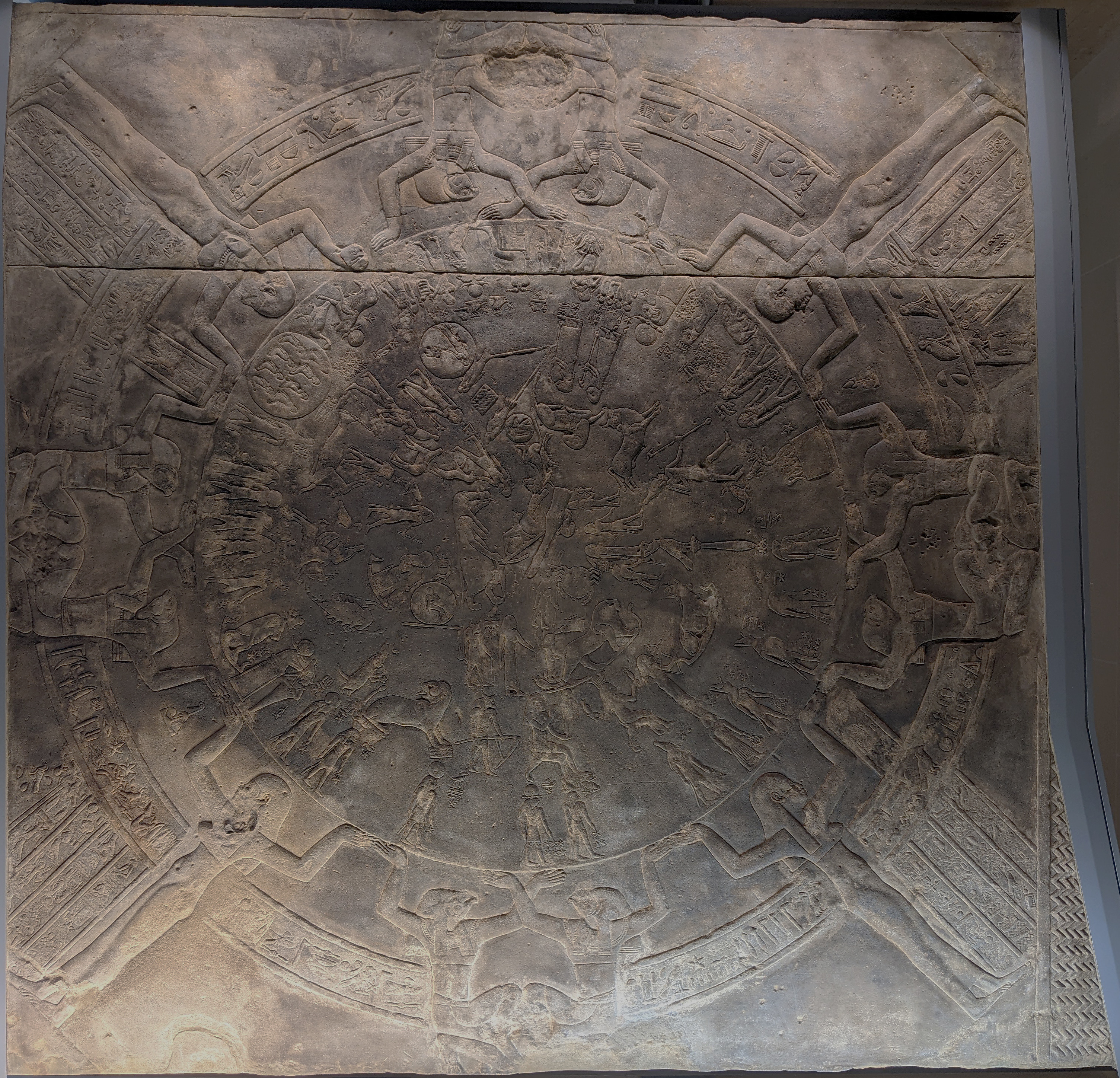
برج دندرة كما هو معروض في متحف اللوفر

إن برج دندرة المنحوت أو زودياك دندرة هو نقش بارز مصري معروف على نطاق واسع من سقف البرونوس أو الرواق للمصلى المخصص لأوزوريس في معبد حتحور في دندرة، ويحتوي على صور للثور والميزان. بدأ هذا المصلى في أواخر العصر البطلمي. تمت إضافة بروناوس من قبل الإمبراطور تيبيريوس. أدى هذا إلى قيام جان فرانسوا شامبليون بتأريخ النقش إلى العصر اليوناني الروماني، لكن معظم معاصريه اعتقدوا أنه من الإمبراطورية المصرية. هذا التضاريس، التي وصفها جون إتش روجرز بأنها «الخريطة الكاملة الوحيدة التي لدينا لسماء قديمة»، تم تخمينها لتمثل الأساس الذي استندت إليه أنظمة علم الفلك فيما بعد. إنه معروض الآن في متحف اللوفر.

## وصف

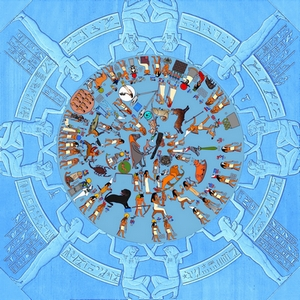
رسم برج دندرة بألوان تم إضافتها

قرص السماء يتركز على نجم القطب الشمالي، مع كوكبة الدب الأصغر يصور على أنه ابن آوى. يتكون القرص الداخلي من الأبراج التي تظهر علامات الأبراج. يتم تمثيل بعضها في نفس الأشكال الأيقونية اليونانية الرومانية مثل نظيراتها المألوفة (مثل الحمل، والثور، والعقرب، والجدي)، بينما يظهر البعض الآخر في شكل مصري أكثر: برج الدلو يمثل على أنه إله الفيضان حابي، حاملاً كأسين تتدفق منهما المياه.

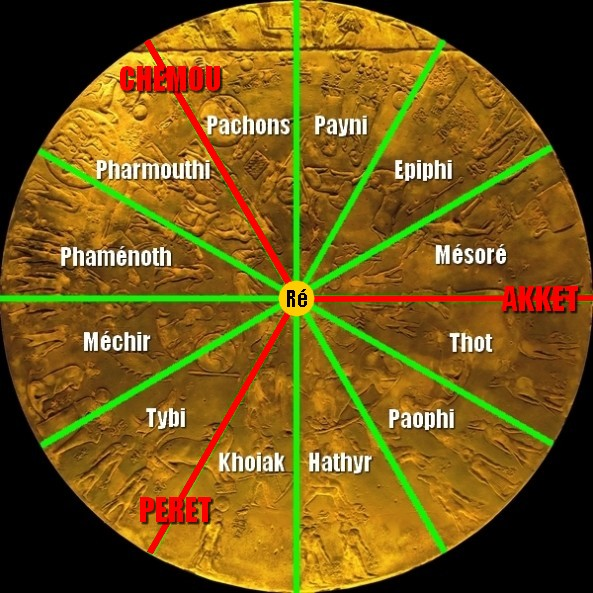
يقسم برج دندرة إلى 3 ومواسم و 12 شهر

أربع نساء وأربعة أزواج من الشخصيات التي يرأسها الصقر، مرتبة 45 درجة من بعضها البعض، تحمل قرص السماء، حيث تحتوي الحلقة الخارجية منه على 36 شخصية تمثل 36 علامة نجمية تستخدم لتتبع كل من «ساعة» الـ 36 دقيقة التي قسمت الليلة المصرية، وكذلك 36 «أسبوعًا» (عشريات) من عشرة أيام من العام المصري (باستثناء 5 أيام). مربع التمثال العام موجه نحو جدران المعبد.
هذا التمثيل النحتي للبروج في شكل دائري فريد من نوعه في الفن المصري القديم. أكثر نموذجية هي الأبراج المستطيلة التي تزين بروناوس المعبد نفسه.

## تاريخ
خلال الحملة الفرنسية على مصر، رسم دومينيك فيفانت دائرة الأبراج الدائرية، المعروفة على نطاق واسع، والأبراج المستطيلة. في 1802، بعد الحملة الفرنسية، نشر دينون نقوشًا لسقف المعبد في كتابه السفر في مصر السفلى والعليا. أثارت هذه الجدل حول عمر تمثيل الأبراج حول عمر تمثيل الأبراج، الذي يتراوح من عشرات الآلاف إلى آلاف السنين إلى بضع مئات، وما إذا كان البروج عبارة عن مخطط كروي أو مخطط فلكي. كلف تاجر التحف سيباستيان لويس سولنييه كلود ليلوراين بإزالة دائرة الأبراج بالمناشير والرافعات والمقصات والبارود. تم نقل سقف البروج في عام 1821 إلى استعراش آل بوربون، وبحلول عام 1822، تم تثبيته بواسطة لويس الثامن عشر في المكتبة الملكية (التي سميت فيما بعد المكتبة الوطنية الفرنسية). في عام 1922، انتقلت دائرة الأبراج من هناك إلى متحف اللوفر.

### تأريخ
الجدل حول تأريخ الأبراج، المعروف باسم «قضية دندرة»، شمل أشخاصًا من أمثال جوزيف فورييه (الذي قدر أن العمر كان 2500 قبل الميلاد). يعتقد شامبليون، من بين آخرين، أنه كان برجًا دينيًا. وضع شامبليون دائرة الأبراج في القرن الرابع بعد الميلاد. وضع جورج كوفييه التاريخ من 123 إلى 147 بعد الميلاد. نقاشه عن التاريخ يلخص المنطق كما فهمه في عشرينيات القرن التاسع عشر.

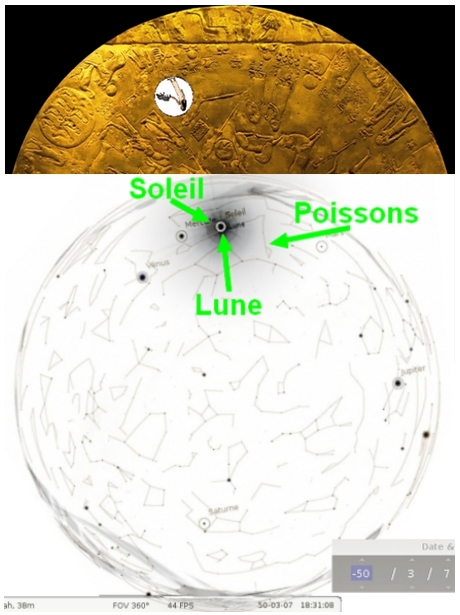
كسوف الشمس في 7 مارس 51 قبل الميلاد

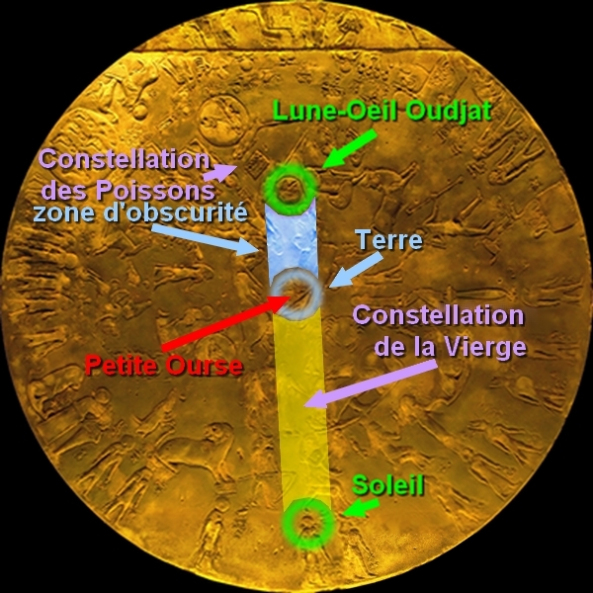
خسوف القمر في 25 سبتمبر 52 قبل الميلاد

أرّخت سيلفي كوفيل من مركز البحوث المصرية بمساعدة الحاسوب بجامعة أوتريخت وإريك أوبورج تاريخها إلى عام 50 قبل الميلاد من خلال فحص التكوين الذي يظهره للكواكب الخمسة المعروفة لدى المصريين، وهو تكوين يحدث مرة واحدة كل ألف عام، وتحديد خسوفين. يشير كسوف الشمس إلى تاريخ 7 مارس، 51 قبل الميلاد: يمثله دائرة تحتوي على الإلهة إيزيس التي تحمل ذيل البابون (الإله تحوت). يشير خسوف القمر إلى تاريخ 25 سبتمبر 52 قبل الميلاد: ويمثله عين حورس محصورة في دائرة.